# Juan Asensio (escultor)
Juan Asensio (Cuenca, 1959) es un escultor español.

## Biografía
Nació en Cuenca en 1959. De formación, fundamentalmente, autodidacta, realiza sus primeras obras en madera y barro. A finales de los años setenta descubre la obra de Jorge de Oteiza y Eduardo Chillida en el Museo de Arte Abstracto Español, en su ciudad natal.
Sus obras figurativas de su etapa inicial como escultor pronto dejaron paso a las de abstracción geométrica y simplicidad formal, elementos que se sitúan como eje principal de su trabajo y al que incorpora posteriormente referencias al mundo orgánico y la naturaleza.
En 1982 viaja a Italia, donde trabaja con Ortiz Berrocal. Posteriormente, en 1987, se traslada a Madrid, donde trabaja en los talleres del maestro Pedro Panadero. Más tarde, en la década de los noventa, frecuenta el mundo artístico de Madrid y entra en contacto directo con escultores de generaciones precedentes, ligados al movimiento abstracto, como Martín Chirino, Jorge de Oteiza, Manuel Valdés Blasco y Juan Bordes, y con otros de su generación como Mustafa Arruf, ligado a la estética abstracta y al expresionismo figurativo.
Desde el año 1996, ha colaborado con la galería de arte Elvira González, en la que ha realizado numerosas exposiciones individuales y publicado varios catálogos. Su obra, dispersa en distintas colecciones de ámbito nacional e internacional, ha sido recogida, en parte, en diferentes publicaciones de carácter monográfico. Además de exponer el la Galería Elvira González, Juan Asensio ha colaborado con la galería Rafael Ortiz, de Sevilla, con la galería Art Nueve, de Murcia, con la Galería Freites, de Caracas y con la Galería DAN, de Sao Paulo, entidad que ha participado también en la edición de la monografía del artista.

## Obra

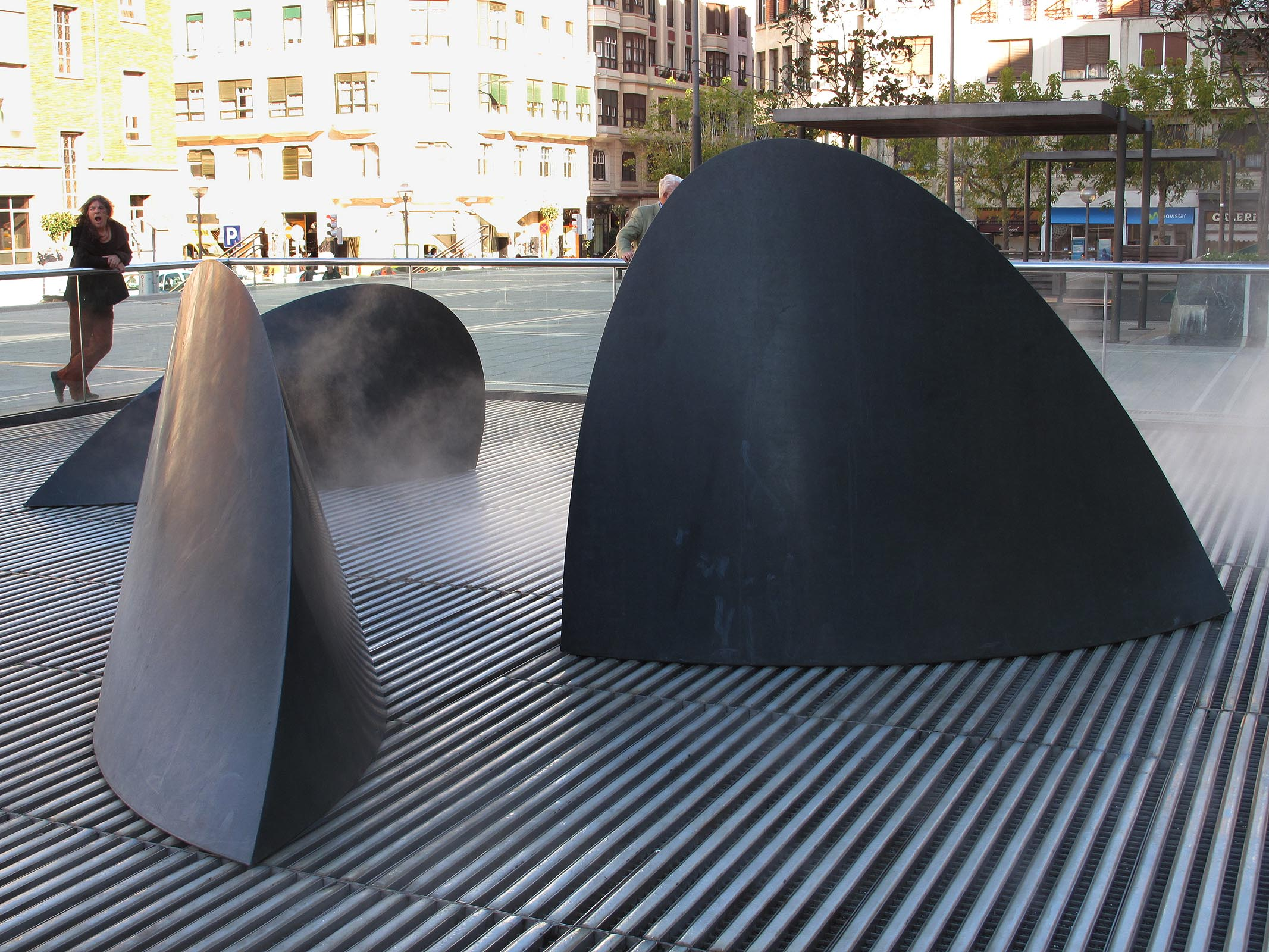
Fuente de niebla (Bizkaia, 2008)

La obra escultórica de Juan Asensio está incluida en diversas colecciones, localizadas en Estados Unidos, México, Brasil y Europa. Además de las colecciones que se encuentran en diversas instituciones privadas, ha realizado escultura pública y urbana en Leganés, Fuenlabrada, Boadilla del Monte, Torrelavega, Salamanca, Cuenca, Bilbao, Burgos y Murcia.
- 1999 - Juan Muñoz (en colaboración con Adrián Carrá). Leganés (Madrid)

- 1999 - Monumento a las víctimas del síndrome tóxico. Leganés (Madrid)

- 2000 - Monumento a los Abogados de Atocha. Leganés (Madrid)

- 2001 - Fuente de granito. Torrelavega (Cantabria)

- 2005 - En memoria de las víctimas del 11 M (en colaboración con Adrián Carrá). Fuenlabrada (Madrid)

- 2008 - Fuente de niebla. Bilbao

- 2008 - Puerta de los Príncipes (en colaboración con Alberto Romero). Cuenca